# Fontana della Barcaccia

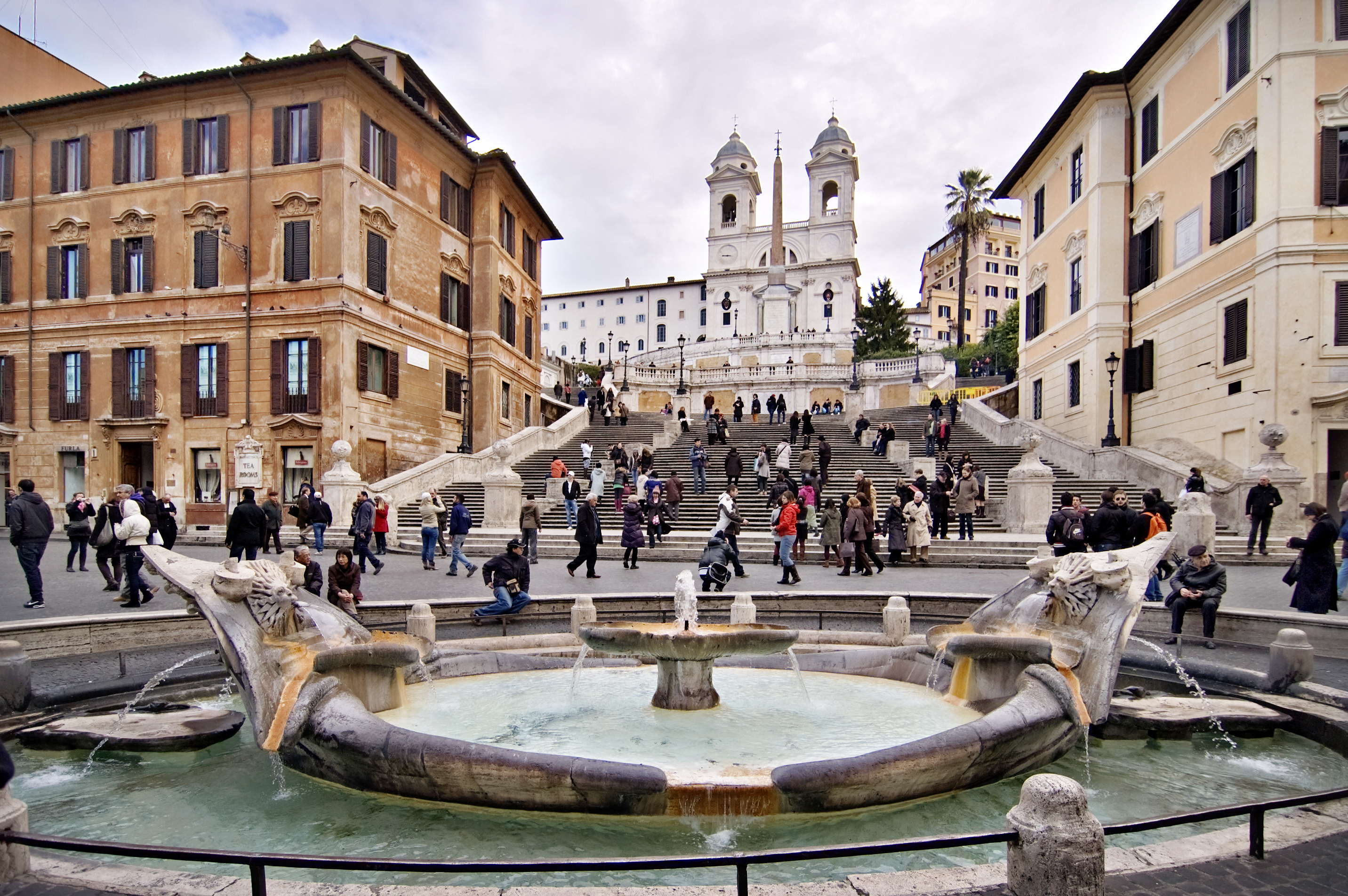
Fontana della Barcaccia

Fontana della Barcaccia je barokní fontána v Římě. Nachází se na Piazza di Spagna pod Španělskými schody.
Fontánu vybudoval v letech 1627 (nebo 1628) - 1629 Pietro Bernini, otec Giana Lorenza, na přání papeže Urbana VIII. Jméno Barcaccia bylo odvozeno od typu lodi. Fontána je vzpomínkou na povodeň, která v roce 1598 na náměstí přinesla loď.